# Tableau chronologique des grades et emplois militaires des armées françaises
Cette page recense les grades et emplois militaires des armées françaises classés chronologiquement.
NB: Cette liste est complète jusqu'à la Révolution mais demande à être complétée ensuite.
| Année     | Grade ou emploi                                      | Commentaire |
| --------- | ---------------------------------------------------- | --- |
| 420       | Duc de Province                                      | Commandant militaire d’une province. Ce titre cessa d'être militaire en 987. |
| 420       | Comte                                                | Commandant militaire d’une ville. Ce titre cessa d'être militaire en 987. |
| 596       | Maire du Palais                                      | Il avait le commandement des armées. Les maires du Palais furent supprimés en 752. |
| 679       | Duc de France                                        | Commandant d'armées. Ce titre cessa d'être militaire en 987. |
| 752       | Connétable                                           | Cette dignité, d'abord office de cour, devint la première dignité militaire en 1192, après la suppression de la charge de Grand sénéchal. Cette charge fut supprimée par Édit du Roi de janvier 1627. |
| 770       | Banneret                                             | Chevalier ayant droit de bannière et commandant les compagnies du ban ou de l'arrière-ban |
| 770       | Bachelier                                            | Bas-chevalier commandant les divisions de compagnies qui servait sous la bannière d'un seigneur banneret. Ils avaient un pennon, drapeau triangulaire, la bannière était carrée. |
| 770       | Écuyer                                               | Les écuyers prirent le titre de coutiliers en 1445. |
| 770       | Page                                                 | Jeunes gens qui s’instruisaient dans le métier des armes au service d'un chevalier. En 1515, les pages prirent le nom de valet et furent supprimés en 1547. C'était une institution analogue à celle des cadets, avec cette différence que les cadets, au lieu d'être attachés à un homme comme les pages, l'étaient à un corps. |
| 840       | Marquis                                              | Chef militaire, gardien des marches ou des frontières. Leurs troupes s'appelaient maréchaussée |
| 840       | Baron                                                | Officier commandant un fort, ou barrière, qui défendait l'entrée des provinces. |
| 881       | Vicomte                                              | Suppléant ou lieutenant d’un comte, commandant militaire d’une ville. |
| 978       | Grand sénéchal                                       | Ce titre d'abord rattaché à un grand officier de la cour, devint une dignité militaire en 1060 et donna droit au commandement des armées. Il fut supprimé en 1191. |
| 987       | Gouverneur                                           | Il a le pouvoir exécutif civil ou militaire, ou les deux, d'une province. Cet emploi fut supprimé en 1791, puis rétabli quelque temps après. |
| 987       | Lieutenant du Roi                                    | Représentant du souverain dans une région. Les lieutenants de roi étaient subordonnés aux gouverneurs. Cet emploi fut supprimé en 1791, puis rétabli quelque temps après. |
| 987       | Major de place                                       | Il est chargé des détails du service d'une place fortifiée. Les majors de place étaient subordonnés aux lieutenants de roi. Cet emploi fut supprimé en 1791, puis rétabli quelque temps après. |
| 1110      | Porte-oriflamme                                      | Cette charge cessa d'exister en 1461. |
| 1185      | Maréchal de France                                   | Cette dignité ne fut pas, dans le principe, accordée à vie, et ne s'exerçait que par commission. |
| 1197      | Grand-maitre des Arbalétriers                        | Dignité remplacée en 1291, mais qui subsista jusque sous le règne de François Ier. |
| 1291      | Maitre de l'artillerie                               | Charge qui apparaît en remplacement de celle de grand maître des arbalétriers. |
| 1302      | Capitaine général                                    | C'était le nouveau titre des gouverneurs |
| 1344      | Maitre souverain de toutes les artilleries de France | C'était le titre qui commandait aux maitres de l'artillerie |
| 1350      | Commissaire général                                  | Le commissaire général remplissait les fonctions d'inspecteur des troupes. Ce fut tantôt une commission, tantôt un grade. |
| 1355      | Capitaine                                            | Nouvelle dénomination du chevalier banneret. Les capitaines dirigeaient les grandes compagnies |
| 1355      | Chevalier                                            | Cette dénomination remplaça celle de bachelier |
| 1355      | Maître                                               | Ce titre fut donné aux hommes d'armes non nobles, pour les distinguer des chevaliers. Par la suite il servit principalement à désigner les soldats de la cavalerie légère. On disait qu'une compagnie de hussards ou de dragons se composait de tant de maîtres. |
| 1356      | Commissaire des guerres                              | Les commissaires des guerres étaient subordonnés aux commissaires provinciaux. Ils ne portèrent l'uniforme qu'en 1746 et ne furent réputés militaires qu'en 1767 |
| 1356      | Contrôleur des guerres                               | Les contrôleurs des guerres étaient les adjoints des commissaires des guerres. Cette charge fut supprimée en 1782 |
| 1378      | Maître général visiteur de l'artillerie du Roi       | Titre qui remplaça celui de maitre souverain de toutes les artilleries de France |
| 1444      | Sergent                                              | C'était d'abord un officier qui commandait la compagnie, sous les ordres d'un capitaine. Plus tard ce ne fut plus qu'un sous-officier. |
| 1444      | Lieutenant                                           | Le second officier d'une compagnie, après le capitaine. |
| 1444      | Enseigne                                             | Officier chargé de porter le drapeau d'une compagnie d'infanterie, ou l'étendard d'une compagnie de cavalerie, disparaît en 1762 au profit du Sous-Lieutenant et avec un équivalent dans la Marine Nationale qui est Enseigne de Vaisseau de 2nd Classe. |
| 1444      | Guidon                                               | Officier chargé de porter l'étendard ou guidon d'une compagnie de gendarmerie. Emploi supprimé en 1776 |
| 1444      | Cornette                                             | Officier chargé de porter la cornette d'une compagnie de cavalerie légère. Emploi supprimé en 1776 |
| 1444      | Maréchal des logis                                   | Les maréchaux des logis remplissaient, dans les compagnies de cavalerie, les fonctions des sergents, dans celle de l'infanterie. |
| 1444      | Trompette                                            | Cavalier jouant la trompette pour transmettre les ordres. C'est à cette époque qu'elles furent introduites dans la cavalerie française. |
| 1445      | Capitaine général                                    | Ce titre donné aux gouverneurs des provinces, devint celui des chefs des quatre grandes bandes des francs-archers |
| 1445      | Cadet gentilhomme                                    | Les cadets furent d'abord formés dans les troupes, répartis entre les compagnies, en vue de trouver un emploi d'officier subalterne. À partir de 1682, des compagnies de jeunes gentilshommes, ou compagnies de cadets, assurèrent cette formation. |
| 1445      | Coutilier                                            | Ce fut le nouveau titre que prirent les écuyers. Ces militaires eurent le commandement des archers de l'homme d'armes auquel ils étaient attachés. Ils reprirent, en 1515, le titre d'écuyers et furent définitivement supprimés en 1547. |
| 1477      | Maître en chef de l'artillerie                       | Nouveau titre donné au maitre général visiteur de l'artillerie |
| 1495      | Porte cornette blanche                               | La cornette blanche unie, sans ornement, sans broderies, sans fleur de lys était l'enseigne royale. La cornette parsemée de fleurs de lys était celle de la cavalerie légère. |
| 1515      | Sergent major-général de l’infanterie                | Il avait des fonctions analogues à un chef d’État Major général. En 1670, il eut le titre de major-général. |
| 1515      | Sergent de bataille                                  | Les sergents de bataille étaient chargés de faire ranger l'armée en bataille d'après les instructions du sergent major-général de l'infanterie. Ils furent supprimés en 1668. |
| 1515      | Contrôleur général de l'artillerie                   | C'était un officier d'administration militaire |
| 1515      | Sergent-major                                        | Les sergents-majors avaient un emploi analogue à celui des majors de régiments titre qui devint le leur en 1670. Cependant jusqu'en 1745, les brevets qui leur étaient délivrés portèrent le titre de Sergents majors. Ils furent supprimés en 1790, puis rétablis par la suite. |
| 1534      | Maréchal de camp                                     | Pendant longtemps ce ne fut qu'un emploi donné par commission. Les maréchaux de camp reçurent en 1793, le titre de généraux de brigade. Ils reprirent à partir de 1814, leur première dénomination. |
| 1534      | Aide de camp                                         | Les aides de camp ont existé de tout temps, mais ils ne prirent ce titre que lorsqu’ils furent spécialement chargés d'aider le maréchal de camp dans la répartition du logement des troupes. |
| 1534      | Colonel                                              | Cet emploi créé en 1534 ne fut rempli qu'en 1543. Ils étaient les chefs des légions organisées par François Ier. Ils devinrent ceux des régiments d'infanterie. Ils ont porté de 1793 à 1803 le nom de chefs de brigade. |
| 1534      | Centenier                                            | Officier des légions, sous les ordres du colonel. Titre et grade supprimés en 1558. |
| 1534      | Fourrier                                             | Sous-officier chargé de tous les détails des logements d'une compagnie. Il y eut des fourriers généraux et des fourriers majors d'armée. Les fourriers généraux, supprimés en 1792, étaient également appelés fourriers marqueurs. |
| 1534      | Caps d'escadre                                       | Titre qui précéda celui de caporal. Une escadre, nommée par la suite escouade, formait la quatrième partie d'une centene et se composait de 25 hommes. |
| 1534      | Anspessade                                           | L’anspessade ou lanspessade était un soldat appointé, ou un soldat de première classe qui suppléait un caporal. |
| 1534      | Tambourin                                            | Les tambours prirent le nom de tambours en 1558. |
| 1534      | Fifre                                                | Les fifres furent employés pour la première fois dans les légions créées par François Ier. |
| 1535      | Mestre de camp                                       | Ce titre d'abord commun à tous les colonels, s'appliqua ensuite seulement aux chefs des régiments de cavalerie. Il fut supprimé en 1788. |
| 1536      | Grenadier                                            | Initialement, les grenadiers étaient les soldats d'élite. |
| 1543      | Colonel général                                      | Nouveau titre que prirent les capitaines généraux chargés du commandement des troupes. Le titre de capitaine général fut réservé pour les gouverneurs de province. La dignité de colonel général fut supprimée en 1790. |
| 1543      | Surintendant général des fortifications              | Devint en 1693 le directeur général des fortifications. L'emploi fut supprimé en 1762. |
| 1543      | Lieutenant-colonel                                   | Ce ne fut longtemps qu'une fonction qui devint un grade en 1767. |
| 1547      | Ministre de la Guerre                                | Depuis la création de cette charge, jusqu'à la fin de 1792, on compte 45 ministres de la Guerre. |
| 1552      | Mestre de camp général                               | Dignité supprimée en 1790. |
| 1558      | Aumônier                                             | Il y eut toujours des aumôniers dans l'armée de la monarchie, mais ce ne fut qu'à cette époque qu'on en attacha spécialement aux corps militaires. |
| 1558      | Caporal                                              | Nouveau nom des caps d'escadre |
| 1560      | Lieutenant colonel de la cavalerie légère            | Charge supprimée en 1655. |
| 1577      | Aide major de place                                  | Ils étaient subordonnés aux majors de place. Emploi supprimé en 1791. |
| 1578      | Exempt                                               | Fonction inaugurée dans les Compagnies d'ordonnance, en 1598 dans les Gardes du Corps, la Prévôté, la Connétablie et Maréchaussée. Dans chaque compagnie quatre archers étaient dispensés de porter des hoquetons et des hallebardes. Au cours du temps cette fonction devenait le grade le plus élevé chez les sous-officiers de l'armée. L'exempt rangeait entre l'enseigne et maréchal des logis (troupes montées) ou sergent (troupes à pied),. |
| 1585      | Sous-lieutenant                                      | Troisième officier d'une compagnie |
| 1590      | Brigadier                                            | Sous-officier d'une compagnie de cavalerie |
| 1598      | Grand maître et capitaine général de l'artillerie    | Nouveau titre du maître en chef de l'artillerie. Cette charge fut supprimée en 1755. |
| 1591      | Maréchal général des logis                           | Charge supprimée en 1791. |
| 1602      | Maréchal général des camps et armées                 | Charge supprimée en 1690. |
| 1602      | Maréchal général de la cavalerie                     | Charge supprimée en 1690. |
| 1602      | Directeur des fortifications                         | Les directeurs des fortifications prirent le titre de directeurs du génie en 1690. |
| 1602      | Ingénieur ordinaire du Roi                           | Les ingénieurs ordinaires du Roi ne formèrent un corps spécial qu'en 1690. |
| 1613      | Maréchal de bataille                                 | Emploi de cavalerie, analogue à celui des sergents de bataille dans l'infanterie. Ils furent supprimés en 1667. |
| 1633      | Lieutenant-général                                   | Officier général qui a rang immédiatement après le maréchal. De 1793 à 1814, ces officiers seront nommés généraux de division. |
| 1635      | Intendant d’armée                                    | Les intendants d’armée devinrent, en 1704, commissaires ordonnateurs en chef |
| 1637      | Commissaire général                                  | Les commissaires généraux furent supprimés en 1654. |
| 1651      | Aide-major                                           | Les aide-majors furent supprimés en 1776. |
| 1651      | Sous-aide major                                      | Les sous-aides majors furent supprimés en 1776 |
| 1651      | Chirurgien                                           | Il y avait à cette époque un chirurgien par régiment. |
| 1651      | Tambour-major                                        | |
| 1651      | Trompette-major                                      | Les trompettes majors furent supprimés en 1788 et remplacés par les trompettes brigadiers |
| 1657      | Commissaire général des fortifications               | Emploi supprimé en 1703. |
| 1663/1664 | Sous-brigadier                                       | Chef d'une brigade dans la Garde du corps du roi, institué avec le brigadier pour soulager les exempts. L'équivalent d'anspessade d'infanterie. |
| 1665      | Haut-bois                                            | Il n'y en eut d'abord que dans les compagnies de mousquetaires et de dragons. |
| 1667      | Brigadier des armées                                 | Créés dans le principe pour commander les brigades de cavalerie légère. Ils furent introduits en 1668 dans l'infanterie. Leur emploi a été supprimé en 1788. |
| 1668      | Inspecteurs généraux                                 | Ce fut une fonction et non pas un grade. |
| 1669      | Sous-Lieutenant                                      | Apparaît vers 1669 mais est déjà cité en 1655 dans le régiment des Gardes françaises. |
| 1670      | Major-général                                        | Nouveau titre donné au sergent-major général. |
| 1670      | Major                                                | Nouveau titre du sergent-major. |
| 1688      | Ingénieur géographe                                  | Les ingénieurs géographes ne formèrent un corps militaire qu'en 1777. |
| 1690      | Directeur de l'artillerie                            | Nouveau titre pour les maitres de l'artillerie créés en 1291. |
| 1692      | Conseiller commissaire aux revues                    | Les conseillers commissaires aux revues furent réunis en 1704 aux commissaires des guerres. |
| 1692      | Timbalier                                            | Les timbaliers étaient attachés aux régiments de cavalerie. |
| 1694      | Directeur général                                    | Il y en eut 4 pour l'infanterie et 4 pour la cavalerie. C'étaient des adjoints au ministre de la guerre. Leurs fonctions furent supprimées à la mort des premiers titulaires. |
| 1704      | Commissaire ordonnateur en chef                      | Nouveau titre des Intendants d'armée |
| 1704      | Commissaire provincial                               | Emploi supprimé en 1790 |
| 1704      | Commissaire ordonnateur                              | |
| 1762      | Porte-drapeau                                        | |
| 1762      | Quartier-maître trésorier                            | Les quartiers-maîtres trésoriers eurent, dans le principe, le rang de sous-lieutenant. |
|           |                                                      | apparaît vers 1669 mais est déjà cité en 1655 dans le régiment des Gardes françaises. |
| 1766      | Musicien                                             | Les clarinettes n'entrèrent dans les corps qu'en 1775. |
| 1766      | Officiers d'état-major                               | Ils se divisaient en 3 classes: colonels, lieutenants-colonels et capitaines ou lieutenants Supprimés en 1770, ils furent rétablis en 1778, mais seulement du grade de capitaine. Ils reçurent en 1791, le titre d'adjoints à l'état-major général. |
| 1768      | Sous-aide major de place                             | Titre substitué à celui de capitaines des portes. Cet emploi fut supprimé en 1791. |
| 1771      | Adjudant sous-officier                               | Les adjudants sous-officiers remplacèrent les aides majors et sous-aides majors |
| 1774      | Colonel en second                                    | Emploi supprimé en 1788 |
| 1774      | Mestre de camp en second                             | Emploi supprimé en 1788 |
| 1774      | Chef de bataillon                                    | Emploi supprimé en 1776 puis rétabli |
| 1774      | Chef d'escadron                                      | Emploi supprimé en 1776 puis rétabli |
| 1775      | Maître armurier                                      | |
| 1776      | Fourrier                                             | Initialement, le fourrier est un sous-officier de cavalerie chargé spécialement des écuries. |
| 1776      | Sergent-major                                        | Premiers sous-officiers des compagnies d'infanterie, grade créé en 1776. En 1808, il est chargé de l’administration de la compagnie. Il fut rétabli de 1942 à 1962 pour les Sergents-Chefs comptables. |
| 1776      | Adjudant                                             | participe présent devenu nom commun et ayant pour origine le verbe espagnol ayudar (aider). Le mot désigna d’abord un officier en second. Au sens de sous-officier il date de 1776. Il était chargé du logement des troupes, aidait son chef dans le service intérieur et était responsable de la tenue, de la notation (et donc de l’avancement) du corps des sous-officiers de l’unité.                                                           |
| 1776      | Maréchal des logis-chef                              | Premiers sous-officiers des compagnies de cavalerie |
| 1776      | Maître sellier                                       | |
| 1776      | Maître maréchal                                      | |
| 1776      | Maréchal-ferrant                                     | |
| 1776      | Frater                                               | Supprimé en 1790 |
| 1788      | Maître tailleur                                      | |
| 1788      | Maître guêtrier                                      | |
| 1788      | Maître cordonnier                                    | |
| 1788      | Maîtres bottiers                                     | |
| 1788      | Major en second                                      | Supprimé en 1790 |
| 1788      | Caporal                                              | |
| 1788      | Tambour brigadier                                    | |
| 1788      | Trompette brigadier                                  | |
| 1788      | Carabinier à pied                                    | Les carabiniers à pied étaient des soldats d'élite. |
| 1790      | Adjudant-général                                     | Les adjudants-généraux remplacèrent les maréchaux de camp dans les fonctions de chefs d'état-major. |
| 1790      | Adjudant-major                                       | |
| 1790      | Commissaire auditeur                                 | Les commissaires auditeurs ont été créés pour être les assesseurs des grands juges militaires. |
| 1790      | Commissaire auditeur                                 | Les commissaires auditeurs ont été créés pour être les assesseurs des grands juges militaires. Ils sont supprimés en 1792. |
| 1791      | Adjudant de place                                    | Ces officiers ont été créés pour remplacer les majors et sous-aides majors. |
| 1791      | Aide commissaire des guerres                         | Les aides commissaires des guerres reçurent en 1793 le titre d'adjoints aux commissaires des guerres. |
| 1808      | Caporal-Fourrier                                     | c’est l’ancien fourrier de 1776, devenu fourrier-écrivain, puis caporal-fourrier, dans le règlement de 1808. |
| 1912      | Adjudant-Chef                                        | créé par la loi du 30 mars 1912. |
| 1928      | Caporal-Chef                                         | c’est l’ancien fourrier de 1776, devenu fourrier-écrivain, puis caporal-fourrier, dans le règlement de 1808. Le nom actuel date de la loi de 1928. |
| 1928      | Sergent-Chef                                         | le grade est introduit par la loi de 1928 à la place du Sergent - Major et du Sergent - Fourrier. |
| 1972      | Major                                                | |